# Resolutie 395 Veiligheidsraad Verenigde Naties
Resolutie 395 van de Veiligheidsraad van de Verenigde Naties werd op 25 augustus 1976 bij consensus goedgekeurd door de leden van de VN-Veiligheidsraad.

## Achtergrond
De Egeïsche Zee ligt tussen Griekenland en Turkije en is bezaaid met meer dan duizend eilanden die op enkele na allen tot Griekenland behoren. De zee hoort daarom tot Griekenland, uitgezonderd de Turkse territoriale wateren. Toen in de zee aardolievelden werden vermoed, betwistte Turkije die soevereiniteit en stuurde onderzoeksschepen uit die een aantal keren in Griekse wateren doordrongen.

## Inhoud
De Veiligheidsraad:
- Neemt nota van de brief van Griekenland.
- Heeft de standpunten van de Minister van Buitenlandse Zaken van Griekenland en Turkije gehoord.
- Is bezorgd over de spanningen tussen Griekenland en Turkije inzake de Egeïsche Zee.
- Denkt aan het principe van en methodes voor de vreedzame oplossing van conflicten in het Handvest.
- Stipt het belang van de hervatting van directe onderhandelingen aan.
- Denkt aan de noodzaak dat beide landen elkaars internationale rechten respecteren en incidenten die de situatie kunnen verergeren vermijden.

1. Roept Griekenland en Turkije op om zich terughoudend op te stellen.
2. Dringt er bij Griekenland en Turkije op aan om de spanningen te verminderen en zodoende de onderhandelingen te vergemakkelijken.
3. Roept Griekenland en Turkije op om directe onderhandelingen te hervatten en alles te doen om een voor beiden aanvaardbare oplossing te vinden.
4. Nodigt Griekenland en Turkije uit om rekening te houden met de bijdrage die juridische instellingen, het Internationaal Gerechtshof in het bijzonder, kunnen leveren inzake het geschil.

## Verwante resoluties
- Resolutie 383 Veiligheidsraad Verenigde Naties
- Resolutie 391 Veiligheidsraad Verenigde Naties
- Resolutie 401 Veiligheidsraad Verenigde Naties
- Resolutie 410 Veiligheidsraad Verenigde Naties